# Thysanopsis guimai
Thysanopsis guimai là một loài ruồi trong họ Tachinidae.